# الأدب الأنجلوساكسوني

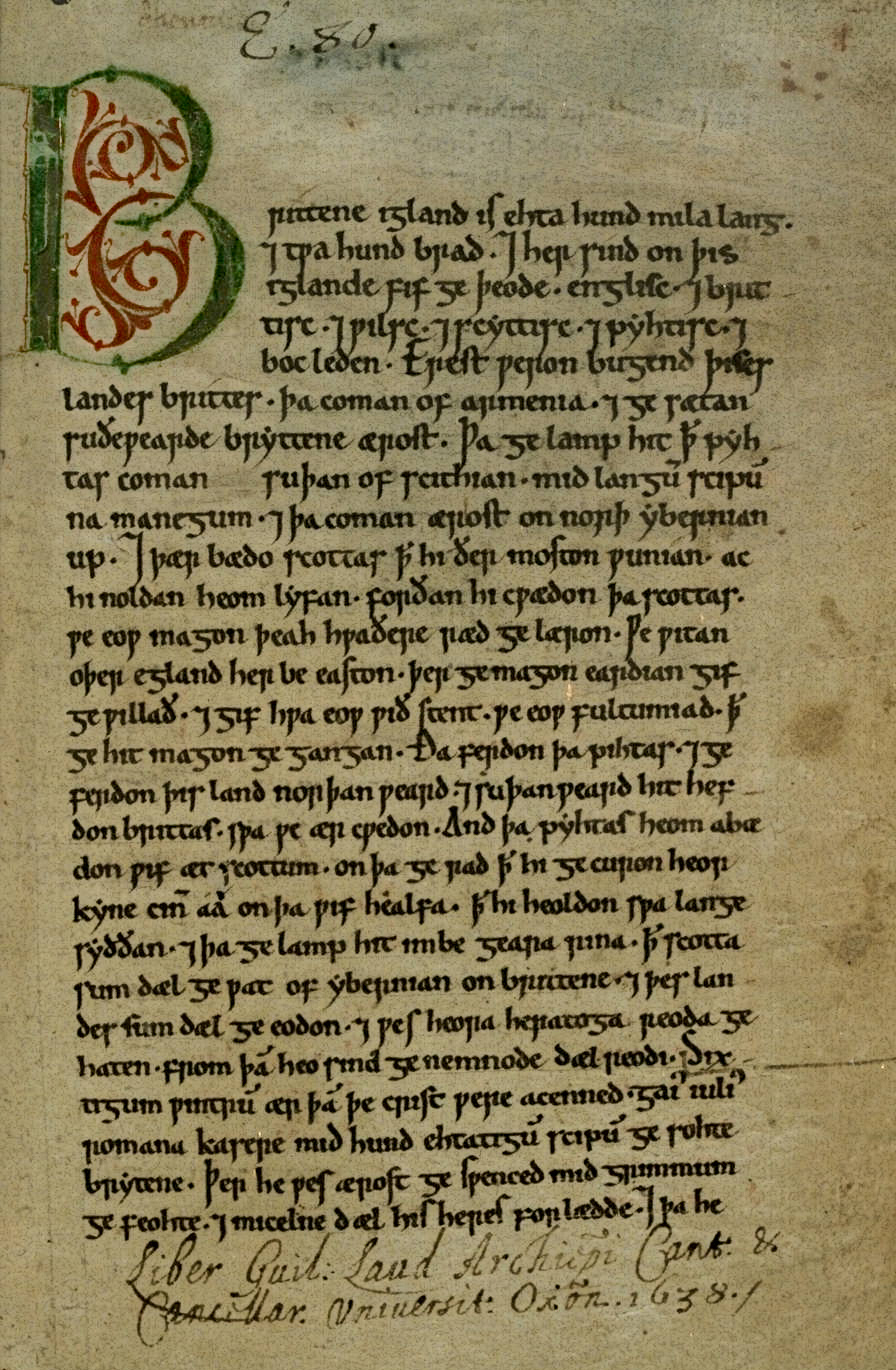

الأدب الأنجلوساكسوني المؤلفات الشعرية والنثرية المكتوبة باللغة الأنجلوساكسونية أو «اللغة الإنجليزية القديمة» هي أولى المراحل التي مرت بها اللغة الإنجليزية، وتليها مرحلة «اللغة الإنجليزية الوسيطة» ثم «اللغة الإنجليزية الحديثة». وتشغل هذه المؤلفات الفترة بين أواخر القرن 7 وأوائل القرن 12. وإن كان جزء كبير من الأدب الإنجليزي في هذه الفترة قد كتب باللغة اللاتينية.وعلى الرغم من أن القصائد الأنجلوساكسونية الأولى قد دونت بعد اعتناق الإنجليز للدين المسيحي، فإنها تتميز بنزعة وثنية قوية وأعظم نموذج لهذا الشعر الذي يجمع بين المسيحية والوثنية ملحمة «بيوولف» التي تسودها نغمة حزينة جليلة. ويظهر هذا الطابع الحزين أيضا ً في القصائد القصيرة في هذه الفترة وتشمل «ويدسيث» و«ديور» التي تعتبر أول قصيدة إنجليزية غنائية. يبدأ الشعر الديني في الأدب الأنجلوساكسوني بقصيدة «كادمون» القصيرة التي سجلها المؤرخ بيد. ونشأت مدرسة من الشعراء الدينيين تعرف باسم مدرسة كادمون وأعقبها الشاعر كينوولف وجميعهم نظموا قصصا ً من الإنجيل كما كتبوا بعض أساطير القديسيين وسيرهم. ومن أعظم القصائد في الأدب الأنجلوساكسوني قصيدة «حلم الصليب» التي تتميز بعاطفتها الدينية الجياشة و«معركة مولدون» وتظهر فيها روح البطولة والمأساة على أشدها. أما النثر الأنجلوساكسوني فلم يحل محل الكتابة اللاتينية إلا في عهد الملك ألفريد الذي قام بترجمة عدة مؤلفات لاتينية بقصد تثقيف الشعب. ويرجح أنه هو الذي أمر بوضع «الحوليات الأنجلوساكسونية الإخبارية» وتوجد أعظم نماذج النثر الأنجلوساكسوني في الخطب والمواعظ الدينية التي ألفها الفريك وولفستان.